# 江苏安全技术职业学院
江苏安全技术职业学院，原名江苏省徐州机电工程高等职业学校，创建于1978年9月，位于江苏省徐州市贾汪区育才路1号。该校与一百余家企业和合作关系。

## 沿革
学院前身是“徐州煤矿技工学校”，隶属于煤炭工业部。1988年8月，交给徐州矿物局托管，名为州矿物集团教育培训总校。1999年12月，升格为徐州煤炭高级技工学校。1998年3月，由于煤炭工业部撤销，其旗下学校归属产生变化。2001年4月，更名为江苏工贸高级技工学校，不久改为江苏工贸技师学院。2003年11月，升格为江苏省徐州机电工程高等职业学校。2009年，并入徐州交通学校并入。2015年12月30日，经江苏省人民政府批准成立江苏安全技术职业学院。